# 1867年の相撲
1867年の相撲（1867ねんのすもう）は、1867年の相撲関係のできごとについて述べる。
1866年-1867年-1868年

## 興行
- 3月場所（江戸相撲）[1]
  - 興行場所:本所回向院
  - 5月19日（旧4月16日）より晴天10日間興行
- 6月場所（大坂相撲）[2]
  - 興行場所:天満砂原屋敷
- 11月場所（江戸相撲）[3]
  - 興行場所:本所回向院
  - 晴天10日間興行